# La venganza (película de 1999)
La venganza es una película argentina de acción y suspenso de 1999 dirigida por Juan Carlos Desanzo sobre el guion de Gustavo Belatti y Mario Segade. Es protagonizada por Diego Torres y Laura Novoa, repitiendo pareja en la ficción y dúo artístico protagonista luego del éxito de La furia (1997). Se estrenó el 20 de mayo de 1999.

## Sinopsis
La película comienza con Alicia (Karina Mazzocco) entrando a la empresa Laboratorio Krix, para espiar una computadora. En esta se revela que la distribución nacional e internacional, se redujo en un 1% a Krix, pero en un 99% en otra empresa. Al ver esto, alguien de atrás la ahoga hasta matarla, haciédolo pasar por un suicidio.
Luego se sigue a Pablo Nazareno (Diego Torres), un ejecutivo de cuenta del laboratorio médico con un puesto bastante envidiable y privilegiado viviendo normalmente  con su amigo Salaberry, con discrepancias con su padre y su tío por las malas perspectivas de la empresa y la disconformidad de Pablo por su manera conformista de vivir. En la empresa todo el mundo lo quiere y para las chicas es un "galancito", sobre todo para Yoli (Paola Krum), pero todo cambiaría en un abrir y cerrar de ojos al escuchar a dos de los tres directivos, Paterson (Luis Luque) y Correa (Luis Machín), diciendo que la empresa se iba a vaciar en sólo diez días.
Rodolfo Fernández (Héctor Calori), el tercer directivo de la empresa, se entera de esto y obliga a Paterson y Correa a que le den explicaciones, pero ambos mandan a matarlo a él y a su esposa, logrando la tarea con éxito. Su muerte es un misterio para la prensa y el puesto queda vacante. Sorpresivamente, los directivos restantes eligen a Pablo, sacándole el puesto que le correspondía a Moyano (Carlos Santamaría) generando una aversión hacia Pablo. Pero la verdad es que Yoli es la amante de Correa y, gracias a ella, se entera lo que Pablo sabe, por eso él es parte de un plan.
La sucesora de Alicia es Lucía (Laura Novoa) experta en computación y muy inteligente y desconfiada de la arrogancia de Pablo, quien con este nuevo puesto pasa su mejor momento. Sin embargo, en una de las tantas manifestaciones que le hacen a la empresa por irregularidades en los medicamentos, su tío sindicalista (Martín Adjemian) muere a manos de matones de la patronal. A partir de ahí, cambiarán cada una de las ideas buenas que Pablo tenía sobre la empresa, contando con la ayuda de la inteligente Lucía, con la que comenzará a desollar el problema.
Yoli descubre todo antes que unos matones la maten y algo más: además de descubrir que Grismondi (Horacio Roca) es el responsable de la muerte de su tío y parte vital en la transferencia/vaciamiento, usaron la firma de Pablo para poder hacer pasar como que él era responsable de todo, y hasta le prepararon una carta de suicidio. Sin embargo, Lucía junto con un hacker logran hacer desaparecer la plata en medio de la transferencia, haciendo que Grismondi vaya a buscarlos a ambos y matando tanto a Paterson como Correa. Después de un tiroteo y varias explosiones ambos logran escapar y todo se resuelve. Al final Pablo es aplaudido por toda la empresa y cuando es ofrecido a ser directivo de Krix, renuncia diciendo que ya esta cansado de hacer índices y quiere disfrutar de la vida junto con Lucía.

## Reparto
Intervinieron en el filme los siguientes intérpretes:
- Diego Torres como Pablo Nazareno
- Laura Novoa como Lucía
- Luis Luque como Gabriel Paterson
- Paola Krum como Yoli
- Pepe Novoa como Renato (padre de Pablo)
- Luis Machín como Alfredo Correa
- Carlos Santamaría como Moyano
- Juan Ignacio Machado como Salaberry
- Horacio Roca como Gismondi
- Mónica Scapparone como Ingrid
- Héctor Calori como Rodolfo Fernández
- Osvaldo Bonet como Onofre Fernández
- Adrián Yospe como Nacho
- Claudio Gallardou como Simón
- Karina Mazzocco como Alicia
- Martín Adjemián como Coco Maggi
- Adriana Aizemberg como Mary
- Claudio Rissi como Salazar
- Florencia Vivas como Loreta
- Alfonso Pícaro como Evaristo
- Erasmo Olivera como ladrón 1
- Christián Arrieta como ladrón 2
- Fernando Sureda como médico ambulancia
- Daniel Paliaro como médico clínica
- Camila Bertone como notera Puerto Madero
- Mónica Calho como notera Laboratorio Troye
- Ana María Colombo como encargada edificio Pablo
- Luis Armestos como guardia Laboratorio Krix
- Federico Castaing como guardia Laboratorio Krix
- Alejandro Faile como guardaespalda Gismondi
- Gretel Tauber como empleada oficina
- María Paula Caradonti como empleada oficina
- Tomás Argüello como empleado oficina
- Alberto Martino
- Ximena Fassi
- Mauro Altschuler como Pac-Man

## Comentarios
Gustavo Noriega en El Amante del Cine  escribió:

«La película más antigua del año.»

Hugo Salas en El Amante del Cine  opinó:

«Cada decisión estética es perfectamente coherente con lo que se intenta decir… ante las crisis, suelen surgir tres perspectivas: mantener el estado de las cosas, ser conservador, replantear los modelos de pensarse como sociedad e innovar las estructuras generando nuevos códigos o eliminar los cambios y volver al estado anterior de equilibrio, ser reaccionario. La venganza propone abiertamente la tercera…utilizando recursos expresivos del pasado.»

Pablo O. Scholz en Clarín dijo:

«Un plato que se come frío. La venganza se desmorona cuando intenta ser un filme de acción, las muchas explosiones camuflan el hueco en el que cae el desenlace…No tiene humor pero tampoco se debe tomarla con pretensiones de seria denuncia. Es un entretenimiento desparejo.»

Manrupe y Portela escriben:

«…intento por explotar la taquillera pareja de La Furia, pese a evidentes fallas en el relato y el argumento.»